# Емануел Орендай
Емануел Орендай (на испански: Emmanuel Orenday) е мексикански актьор.

## Филмография
- Ще мечтаеш (2004) – Ачо
- Лос Санчес (2004 – 2005) – Исак
- Розата на Гуадалупе (2008 – 2012) – Различни роли
- Жени убийци (2009) – Дием
- Да обичам отново (2010 – 2011) – Дилън
- Надежда на сърцето (2011 – 2012) – Брандън Антонио Фигероа Гусман
- Както се казва (2011 – 2012) – Различни роли
- Лоши момичета (2013) – Леон Мора
- Господарят на небесата (2013) – Грегорио Понте
- Госпожа Асеро (2015) – Орасио Кирога
- Без твоя поглед (2017 – 2018) – Паулино Прието
- Кралицата на Юга (2019) – Данило Маркес
- Мирна операция (2020) – Гуереро